# Cintrabukten
Cintrabukten, eller Cintraviken, (spanska: Angra de Cintra) är en bukt i Västsahara, cirka 150 km söder om Dakhla, inom det område som sedan mitten av 1970-talet ockuperas av Marocko.